# Belgian Open 2002
Il Belgian Open 2002  è stato un torneo di tennis giocato sulla terra rossa. È stata la 16ª edizione del torneo, che fa parte della categoria Tier IV nell'ambito del WTA Tour 2002. Si è giocato a Bruxelles in Belgio, dall'8 al 14 luglio 2002.

## Campionesse

### Singolare
Myriam Casanova ha battuto in finale  Arantxa Sánchez con il punteggio di 4–6, 6–2, 6–1

### Doppio
Barbara Schwartz /  Jasmin Wöhr hanno battuto in finale  Tathiana Garbin /  Arantxa Sánchez Vicario con il punteggio di 6–2, 0–6, 6–4